# Per Husted
Per Husted, né le 6 avril 1966 à Kolding (Danemark), est un homme politique danois, membre de la Social-démocratie.

## Biographie
Per Husted obtient un diplôme en économie et en gestion à l'école de commerce de Copenhague en 1993, et devient entrepreneur après ses études.
Engagé au sein de la Social-démocratie, il est candidat aux élections législatives de 2007 dans le Jutland du Nord mais ne remporte pas de siège, devenant seulement le premier suppléant social-démocrate dans la circonscription. À ce titre, il siège au Folketing comme membre temporaire à plusieurs reprises en remplacement de députés absents. Il devient député de plein exercice le 1er janvier 2010 après la démission de Lene Hansen, élue maire dee Brønderslev.
Il échoue à être réélu lors des élections de septembre 2011, puis lors de celles de juin 2015, devenant à chaque fois suppléant,. Il siège alors de nouveau  à plusieurs occasions comme membre temporaire du Folketing.
Il est tête de liste pour les sociaux-démocrates aux élections municipales de novembre 2013 à Mariagerfjord. Il devient maire-adjoint après le scrutin. Il annonce en mars 2017 qu'il ne sera pas candidat à un nouveau mandat municipal lors des élections de novembre pour se concentrer sur sa tentative de retrouver un mandat de député. Il échoue une nouvelle fois à décrocher un siège au Folketing lors des élections de juin 2019.
Il revient sur la scène politique municipale à l'occasion des élections de novembre 2021 à l'occasion desquelles il retrouve son siège de conseiller municipal.
Il est finalement élu député au Folketing lors des élections législatives du 1er novembre 2022. Après le scrutin, il devient le porte-parole du groupe social-démocrate pour le tourisme et les entrepreneurs.
En septembre 2024, il devient le porte-parole social-démocrate pour les technologies, l'innovation, l'intelligence artificielle et les Îles Féroé. Il prend en 2025 la présidence de la commission parlementaire sur la fiscalité.